# Équipe du Rwanda masculine de basket-ball
Cet article traite de l'équipe masculine. Pour l'équipe féminine, voir Équipe du Rwanda féminine de basket-ball.
Maillots
L'équipe du Rwanda masculine de basket-ball est l'équipe nationale qui représente le Rwanda dans les compétitions internationales masculine de basket-ball. Elle est placée sous l'égide de la Fédération rwandaise de basket-ball (FERWABA). L'équipe est affiliée à la FIBA depuis 1977.

## Résultats
| Année | Position    |      | Année       | Position |             | Année | Position |
| 1962  | Non inscrit | 1981 | Non inscrit | 2001     | Non inscrit |       |          |
| 1964  | Non inscrit | 1983 | Non inscrit | 2003     | Non inscrit |       |          |
| 1965  | Non iscrit  | 1985 | Non inscrit | 2005     | Non inscrit |       |          |
| 1968  | Non inscrit | 1987 | Non inscrit | 2007     | 12e         |       |          |
| 1970  | Non inscrit | 1989 | Non inscrit | 2009     | 9e          |       |          |
| 1972  | Non inscrit | 1992 | Non inscrit | 2011     | 12e         |       |          |
| 1974  | Non inscrit | 1993 | Non inscrit | 2013     | 10e         |       |          |
| 1975  | Non inscrit | 1995 | Non inscrit | 2015     | Non inscrit |       |          |
| 1978  | Non inscrit | 1997 | Non inscrit | 2017     | 10e         |       |          |
| 1980  | Non inscrit | 1999 | Non inscrit | 2021     | 11e         |       |          |

| 2019 | Non inscrit | 2023 | Troisième |

## Joueurs célèbres
- Nick Kalerman